# Teilerspiegel
Ein Teilerspiegel (oder auch teildurchlässiger Spiegel) ist ein Spiegel, der einen Teil des einfallenden Lichts reflektiert und den anderen Teil transmittiert. Hierzu verwandt ist der Einwegspiegel.
Er besteht meist aus einem dielektrischen Schichtensystem auf einer Seite, und eventuell aus einer reflexionsvermindernden Beschichtung auf der anderen Seite (zur Vermeidung von Doppelbildern). Statt des dielektrischen Schichtensystems kann beispielsweise auch eine sehr dünne Metallbeschichtung zum Einsatz kommen.
Verwendung findet diese Methode zur neutralen und absorptionsarmen Aufteilung von Licht bei Lasern, in der optischen Messtechnik oder bei fernsehtechnischen Anwendungen (z. B. Teleprompter).

## Anzeige- und Einblendsysteme
Im TV-Bereich wurden und werden solche Teilerspiegel gerne als einfache Möglichkeit genutzt, um mit relativ begrenztem Aufwand Trick-Effekte zu realisieren. Dabei wird ein nach oben gerichteter Bildschirm auf eine schräge Spiegelfläche gerichtet, die das TV-Bild zu einer Kamera oder einem Betrachter hin leitet. Das Bild am Schirm ist dabei im Wesentlichen dunkel. Auf der waagrecht verlaufenden Hauptachse des Betrachters findet sich hinter dem Spiegel eine meist miniaturisierte Szenerie, über die die hellen Teile des Bildschirms quasi darüber geblendet werden. Bei Präsentationen vor Publikum wirkt das Ergebnis dabei, als ob ein flaches Bild frei im Raum hinter dem Spiegel stehen würde. Ist das Objekt nicht sonderlich groß, fällt zumeist nicht bewusst auf, dass es sich lediglich um eine flache Wiedergabe in einer 3D-Szenerie handelt.
Mit einer Variante dieses Aufbaus setzte Ridley Scott für den Film Blade Runner den normalerweise unerwünschten Rote-Augen-Effekt gezielt ein, um die Pupillen der Schauspieler zum Leuchten zu bringen. Die Kamera filmte dabei durch einen halbdurchlässigen Spiegel hindurch, der das Licht einer seitlich angebrachten Lampe in die Augen der Schauspieler richtete. Diese Lampe war in der Helligkeit regelbar, und da für diesen Effekt bereits geringe Lichtstärken ausreichten, wurde das aufgenommene Bild nicht unnötig aufgehellt.
In einer besonders großen Version der Anordnung hat ein Künstler diese Methodik verwendet, um für das Dänische Designzentrum eine zweiseitig einsehbare Video-Illusion zu gestalten, die um einen realen, aber leeren Speisetisch in länglicher Form herum gebaut ist. Nach einem zufälligen Schema werden hier Speisen sichtbar und verschwinden wieder, z. B. Äpfel, die auf Teller gezaubert werden, oder Milch, die von einer unsichtbaren Kanne in eines der Gläser fließt. Neben diversen übergroßen im Raum auftauchenden Früchten findet sich weiterhin ein lebensgroßes, sich bewegendes Hausschwein im Konzept. Die Anordnung legt nahe, dass hier die Spiegel so angeordnet sind, dass die Bildschirme oder alternativ die Projektionsfläche der bemühten Projektoren oberhalb der Betrachterhöhe angeordnet ist. Vergleichbares gilt für pyramidenartige Geräte für Präsentationszwecke des ins Projekt eingebundenen Herstellers RealFiction. Ein Hersteller namens Cheoptics stellt dagegen die Pyramide auf den Kopf und macht seine Präsentationen dadurch allseitig zugänglich. Es finden sich noch einige weitere im Groben vergleichbare Systeme am Markt, die dort gerne unter der nicht ganz korrekten Kategoriebezeichnung „Holografisches Display“ angeboten werden. Echte holografische Schirme sind zwar auch für ein flächiges Bild bekannt, stellen das eigentliche Bild jedoch durch feine Linsen recht nah parallel zum optisch aktiven Element dar.
In jüngerer Zeit sind selbst sehr großformatige Spiegelsysteme auf Basis von speziellen Folien realisiert worden. Hierbei ist ein nicht unerheblicher Raumbedarf zwischen Publikum und Bühne erforderlich. Der besondere Effekt dabei ist, dass man Menschen scheinbar auf einer Bühne nebeneinander vereinen kann, wovon ein Teil real im Raum steht, während der andere Teil über eine meist digitale Zuspielung unter Umständen am anderen Ende der Welt sein könnte und dort gefilmt wird. Das Bild wird dabei üblicherweise mit einem oder mehreren Projektoren auf eine Leinwandfläche auf dem Boden im Bereich des sogenannten Orchestergrabens geworfen. Als Nebenwirkung ist es sogar möglich, auf die darüber liegende Decke Informationen eines Teleprompters zu spielen, die dann ausschließlich von den real auf der Bühne anwesenden Personen gelesen werden können. Als eine kleinere Einschränkung ergibt sich, dass das Bild der eingeblendeten Personen meist im Bereich der Fußsohlen langsam schwächer wird. Weiterhin ist auch an den Seiten der Bühne ein mehr oder weniger scharfer Abbruch der Darstellung zu erwarten. Berichten zufolge soll die Methode bei starken Luftbewegungen, z. B. durch laute Musik, zu einem dann eher mäßigen, meist verschwommenen Bild führen.
Die Methode wird derzeit vereinzelt in der Öffentlichkeit eingesetzt, z. B. auf Modenschauen. Auch die Möglichkeit, sie ohne ein hinterlegtes Realbild zu nutzen und stattdessen die gesamte Szenerie aus Realfilm und anderem Bildmaterial in einem Rechnersystem erzeugen zu lassen, wird gelegentlich praktiziert. Dem Konzertbesucher wird dabei also eine leere Bühne präsentiert, die wie im Kino erst durch Abspielen oder Einspielen von Videomaterial gefüllt wird.